# Rhadinopsylla valenti
Rhadinopsylla valenti är en loppart som beskrevs av Darskaya 1949. Rhadinopsylla valenti ingår i släktet Rhadinopsylla och familjen mullvadsloppor. Inga underarter finns listade i Catalogue of Life.